# Poudrette
 (septembre 2018).
La poudrette ou poudrette de Montfaucon est un engrais industriellement préparé, dès 1789 à Montfaucon, au nord-est du vieux Paris, à la Voirie de Monfaucon. Cette poudrette, richesse pour l'agriculture, est une matière desséchée à partir de matières fécales humaines urbaines de la ville de Paris, collectées puis transportées en voiturette par les vidangeurs,. 
Des engrais à base d'excréments animaux (notamment en Afrique) portent toujours le nom de poudrette.

## Histoire
Les excréments humains et déjections animales sont probablement utilisés comme engrais depuis la préhistoire. Mais la croissance urbaine rapide permise par la révolution industrielle et les progrès de l'hygiène a cassé ce cycle vertueux. 
La poudrette aurait été inventée à Paris à la fin du dix-huitième siècle. En 1875, Liger l'a définie comme la matière fécale « lorsqu’elle est séchée et pulvérisée ».
En France, quelques historiens ruralistes ont étudié ce sujet ponctuellement (Moriceau et Postel-Vinay (1994) ; Moriceau (1998) ; Chevet (1998)). Suzanne Barles a abordé le sujet du point de vue du métabolisme urbain, l' historien René Bourrigaud a étudié plus en profondeur l'exemple de la Loire-Atlantique au dix-neuvième siècle, et Jean-Pierre Aguerre a écrit sur les vidanges lyonnaises de 1850 à 1880. Puis Laurent Hermet s'est intéressé à la manière dont la poudrette parisienne était reçue par la paysannerie dans les campagnes périphériques. 
Selon les données disponibles durant la 1re moitié du XIXe siècle, ce sont les gros céréaliers d'Île-de-France qui ont consommé l'essentiel de la poudrette parisienne. Ensuite, cette poudrette a été utilisée bien plus loin mais de manière plus diffuse et, selon Laurent Hermet, avec un intérêt marginal en termes de fertilisation (de même d'ailleurs que pour les déjections humaines en général).

## Préparation
Cette poudrette était dans les années 1800 préparée à partir des produits de vidanges des fosses d'aisances des grandes villes dans des usines spécialisées, aménagées en périphérie.
Les matières y étaient déversées dans de grands bassins où elles formaient, en raison de leur densité relative, trois couches. 
1. La première à la surface donnait une mousse que l'on enlevait et faisait sécher.
2. La couche intermédiaire, liquide, s'écoulait dans une suite de bassins étages où, par décantation, se déposait un produit qui, traité, fournissait le sulfate d'ammoniaque.
3. La couche inférieure solide, séchée au soleil, donnait la poudrette[6].

À Paris, les vidangeurs apportaient les matières fécales au dépotoir de la Villette d'où les parties liquides étaient envoyées à la voirie de Bondy par un “tuyau”. Les matières plus solides étaient transportées par voie d’eau vers une usine de séchage (opération qui prenait 5 à 6 ans selon Liger). 
La poudrette parisienne était la plus connue, produite en grande quantité (principalement vendue dans le Vexin et le Valaois au nord de Paris, et qu'on a cherché à exporter jusqu'en Belgique durant la seconde moitié du XIXe siècle) ; les principales usines en fabriquant étaient situées à Maisons-Alfort, Arcueil, Billancourt, Aubervilliers, Drancy, Nanterre, Créteil, Saint-Denis.

## Marché et usages
Vers 1850, le préfet de la Seine s'inquiète à plusieurs reprises de l'encombrement des voiries par la poudrette que l'on a bien du mal à vendre, les agriculteurs français se refusant souvent à l'utiliser. Selon Laurent Herment la poudrette est à la source d'un marché (alors dominé par l'entreprise Richer et Cie, créé par fusion d'entreprises familiales) ; ce marché n'est cependant pas florissant, plutôt porté par le besoin des villes de se débarrasser de ces matières qui encombrent en grande quantité les voiries parisiennes (décharges de l'époque, gérées par des privés dans le cadre de concessions) ; Ainsi vers 1850, le concessionnaire (Oudart) des voiries de Montfaucon et Bondy cherche à en exporter jusqu'en Angleterre en sollicitant une dispense de taxe (2,25 francs/quintal) à l'export d'engrais.
L'emploi de la poudrette en agriculture ne présentait aucune difficulté technique ; « elle est répandue sur les terres au moment des labours dans la proportion de 20 à 30 hectolitres par hectare. Cette fumure active puissamment les premiers progrès de la végétation et développe beaucoup les parties vertes des plantes, mais trop rapidement épuisée on lui reproche de manquer au moment de la floraison et de la fructification des céréales. Répandue sur les prairies dans la proportion de 18 à 24 hectolitres par hectare elle ranime souvent d'une manière remarquable leur végétation, mais occasionne un goût désavantageux à la vente des produits de la récolte ainsi que plusieurs autres engrais qualifiés d'infects. »